# Rio Jurupari
Le rio Jurupari est une rivière brésilienne qui baigne les États d'Acre et d'Amazonas et un affluent de la rive droite du rio Tarauacá, où il se jette au lieu-dit Foz do Jurupari.

## Géographie
Il prend sa source sur la frontière sur le territoire de la municipalité de Feijó. Il arrose les municipalités de Feijó, dans l'Acre, et d'Envira dans l'état d'Amazonas.